# Eupithecia irambata
Eupithecia irambata är en fjärilsart som beskrevs av W. Warren 1893. Eupithecia irambata ingår i släktet Eupithecia och familjen mätare. Inga underarter finns listade i Catalogue of Life.